# Adam Mikołaj Sieniawski

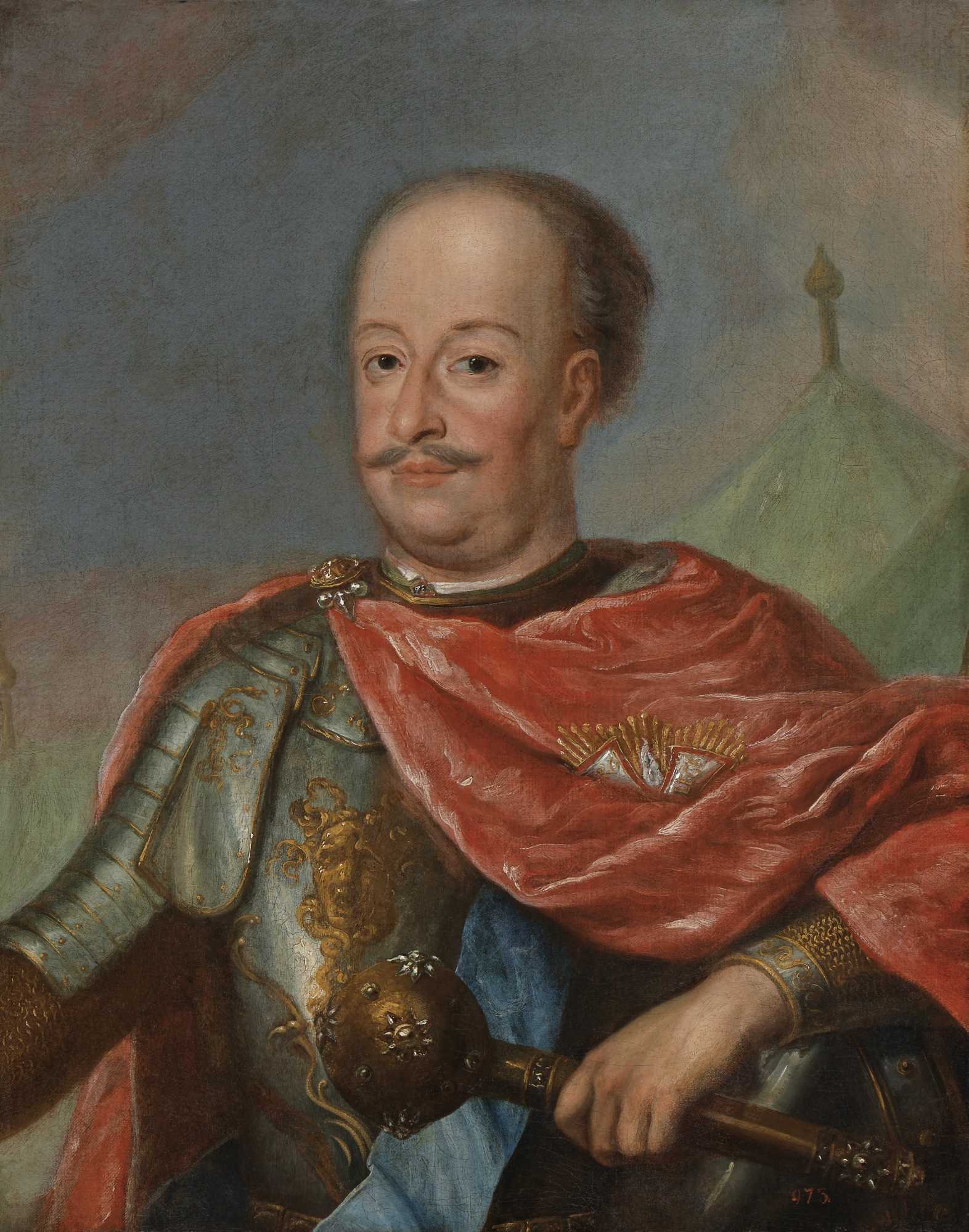
Adam Mikołaj Sieniawski

Adam Mikołaj Sieniawski (deutsch Adam Nikolaus Sieniawski; * 1666 in Lemberg; † 18. Februar 1726 in Lemberg, Polen, heute Lwiw, Ukraine) war ein polnischer Adeliger, Beamter im Staatsdienst und Großhetman der polnischen Krone. Er entstammte dem Adelsgeschlecht der Sieniawskis. Sein Vater war Mikołaj Hieronim Sieniawski und seine Mutter Maria Cecilia Sieniawska (1643–1682), geborene Prinzessin Radziwiłł.

## Leben
Adams Karriere begann als 17-Jähriger mit dem Eintritt in die polnische Armee, in der auch sein Vater war. Er kämpfte in der Schlacht am Kahlenberg gegen die Osmanen und ihre Verbündeten 1683; diesen letzten großen Militärsieg der Adelsrepublik überlebte er. Jedoch starb sein Vater Mikołaj Hieronim in einem Feldlager an den Folgen einer Seuchenepidemie. Durch diesen persönlich Verlust kam er unter die Aufsicht des Großhetmans der polnischen Krone, Stanisław Jan Jabłonowski (1634–1702). Mit ihm kämpfte er als Rittmeister einer Eliteeinheit der Husaren (ab 1685) gegen die Tatarenvölker (Krim- und Nogaiertataren) und Osmanen in den militärischen Auseinandersetzungen des Königs Jan III. Sobieski in der Moldau.
Nach der Wahl des Kurfürsten August von Sachsen zum König von Polen und Großfürst von Litauen 1697, ging er als Befürworter des französischen Prinzen Conti zunächst in die Opposition, kämpfte aber ab 1698 an der Seite des neuen Königs aus Sachsen. Er war relativ stark im Großen Nordischen Krieg involviert, so nahm er an der Schlacht bei Klissow 1702, an der Schlacht bei Rakowitz 1705 und an der Schlacht bei Kalisch 1706 als Verbündeter des Königs August gegen die Schweden unter König Karl XII. und König Stanislaus I. Leszczyński teil. Er wurde 1703, zusammen mit Józef Potocki (1673–1751), der ab 1705 sein politischer Gegner wurde, beauftragt die rebellischen Kosaken in der Ukraine (Aufstand des Palej 1702–1704) unter der Führung des Kosakenoberst Samen Palej (1640–1710) zu „pazifizieren“.
Nach dem Tod des Großhetmans Hieronim Augustyn Lubomirski, wurde Adam Mikołaj die Großhetmanswürde der polnischen Krone 1706 verliehen. Insbesondere in der Schlacht bei Kalisz konnte er sein militärisches und taktisches Geschick unter Beweis stellen. In dieser Schlacht führte er über etwa ein Drittel der vereinigten Streitkräfte von König August II. das Kommando. Józef Potocki war in der Funktion als Feldhetman (ab 1702) und Großhetman der polnischen Krone (ab 1706) unter dem Primat von Stanislaus Leszczyński sein Hauptgegner in dieser Schlacht.
Nach der „freiwilligen“ Abdankung von August II. als König von Polen und Großfürst von Litauen im Altranstädter Friede 1706 war Sieniawski der faktische Anführer der Konföderation von Sandomir, die gegen die Schweden und Leszczyński gerichtet war. Nach der Rückkehr Augusts II. nach Polen 1709 wurde er 1710 Kastellan von Krakau und somit in der Rangstellung erster Senator der Adelsrepublik. Ab diesem Zeitpunkt band er sich an Russland des Zaren Peter I., dessen starker Verfechter er wurde. Während der Konföderation von Tarnogród 1715–1716 wurde er von den Aufständischen in Haft genommen.
Unter den polnischen Militärhistorikern gilt er eher als mittelmäßiger Feldherr. Unter seinem Hetmanat wurde Polen im Stummen Sejm von 1717 unter russischer „Vermittlung“ durch die Beschneidung von Rechten und Befugnissen der Hetmane, vor allem aber die Schaffung eines Stehenden Heeres von lediglich 24.000 Mann de facto zu einer Entmilitarisierten Zone. Das viel kleinere Brandenburg-Preußen unterhielt im gleichen Zeitraum ein Stehendes Heer von bis zu 60.000 Mann unter Waffen, das in den folgenden Jahrzehnten massiv an Mannstärke aufgerüstet wurde.

## Staatsdienst
Adam Mikołaj bekleidete auf dem Gebiet des Königreichs Polen verschiedene Staatsämter, so war er Feldhetman der polnischen Krone 1702–1706, Großhetman der polnischen Krone 1706–1726, Wojewode von Bels 1692–1710, Kastellan von Krakau 1710 und Starost von Lemberg, Rohatyn, Lubaczów, Stryj und Piaseczno.

## Ehe und Nachkommen
1687 heiratete er die Elżbieta Helena Sienawska (1669–1729), geborene Prinzessin Lubomirska. Mit ihr hatte er eine Tochter, Maria Zofia Sienawska (1698–1771), die zunächst ab 1724 mit Graf Stanislaw Ernest Denhoff (1673–1728), dann ab 1731 mit Fürst August Aleksander Czartoryski verheiratet war.